# Becerril de Campos
Becerril de Campos település Spanyolországban, Palencia tartományban. Becerril de Campos Fuentes de Nava, Monzón de Campos, Paredes de Nava, Perales, San Cebrián de Campos, Ribas de Campos, Husillos, Villaumbrales, Mazariegos és Villamartín de Campos községekkel határos. Lakosainak száma 757 fő (2024).

## Népesség
A település népessége az elmúlt években az alábbi módon változott:
| Lakosok száma | 1072 | 1028 | 973  | 962  | 915  | 847  | 769  | 727  | 755  | 757  |
|               | 2001 | 2004 | 2007 | 2009 | 2012 | 2014 | 2017 | 2019 | 2022 | 2024 |